# Katariina Kosola
Saara Katariina "Katsu" Kosola (nacida el 24 de febrero de 2001) es una futbolista finlandesa. Juega en Suecia en el BK Häcken y es internacional con la selección femenina de Finlandia.

## Carrera
Kosola empezó a jugar al fútbol en Hämeenlinna, en el sur de Finlandia, con el Hämeenlinnan Jalkapalloseura. Luego perteneció al Hämeenlinnan Härmä antes de jugar en el Tampereen Ilves, más recientemente en 2018.
En la temporada 2019 estuvo activa en el HFA Märsky antes de mudarse al HJK Helsinki. Jugó en el club en las temporadas 2020 y 2021 en la Kansallinen Liiga, la máxima división del fútbol femenino finlandés, en un total de 41 partidos de liga en los que marcó nueve goles. Hizo su debut el 13 de junio de 2020 (primera jornada) en un empate 1-1 en el partido en casa contra el PK-35 Vantaa. El primero de tres goles en sus 18 partidos de liga en su temporada de debut el 11 de julio de 2020 (quinta jornada) marcó el primero de tres goles en la victoria por 3-1 en casa contra el departamento de fútbol femenino del Turku PS con ventaja de 1-0 en el partido en el minuto 21.
Luego se fue a Suecia y jugó para el club de primera división Umeå IK del 27 de marzo al 5 de noviembre de 2022 en 24 de 26 partidos de la temporada 2022, en los que marcó dos goles. Cuando su club descendió al Elitettan, ella lo abandonó. Para el KIF Örebro DFF disputó los primeros 17 partidos de primera división de la siguiente temporada del 26 de marzo al 7 de julio de 2023.
En la temporada 2023, el 31 de agosto fue fichada por el rival de liga BK Häcken, por el que entró como suplente en el minuto 58 un día después en la jornada 18 ante el Linköpings FC en un partido sin goles.
| Año       | Club               | Apariciones | Goles |
| --------- | ------------------ | ----------- | ----- |
|           | HJS Akatemia       |             |       |
|           | Hämeenlinnan Härmä |             |       |
| –2018     | Tampereen Ilves    |             |       |
| 2019      | HFA Märsky         |             |       |
| 2020–2021 | HJK                | 41          | 9     |
| 2022–2023 | Umeå IK            | 24          | 2     |
| 2023      | KIF Örebro DFF     | 17          | 0     |
| 2023–     | BK Häcken          | 9           | 1     |

Apariciones y goles en la liga nacional del club, actualizados al 1 de noviembre de 2023.

## Selección nacional
Hizo su debut como jugadora nacional el 23 de octubre de 2017 en la selección nacional Sub-17, que igualó sin goles contra la selección nacional Sub-17 de Eslovenia en el primer partido del Grupo 11 como parte de la clasificación de la primera ronda. Tres días después, en la victoria por 8-1 en el segundo partido contra la selección nacional Sub-17 de Malta, marcó su primer gol internacional con el gol del 2-0 en el minuto 18.
Con su equipo clasificado para la fase final, jugó los tres partidos del Grupo A, así como las semifinales y el partido por el tercer puesto. Gracias al resultado, ella y su selección también participaron en la Copa Mundial Femenina de Fútbol Sub-17 de 2018 en Uruguay, donde participó en los tres partidos del Grupo A.
Con la selección sub-19 jugó cinco partidos internacionales, tres de ellos en la ronda élite de clasificación para el Campeonato de Europa. Marcó sus dos goles internacionales en dos partidos con la selección Suiza sub-19. En la victoria por 3-2 el 29 de agosto de 2019 con el objetivo de poner el 3-1 en el minuto 53 y en la victoria por 8-0 el 31 de agosto de 2019 con el objetivo de poner el 7-0 en el minuto 68.
Hizo su debut internacional absoluto el 12 de noviembre de 2022 en San Pedro del Pinatar en un empate 1-1 contra la selección de Gales; Su primer gol internacional absoluto fue también el gol de la victoria por 1-0 en el minuto 69 en el partido amistoso contra la selección eslovaca el 7 de abril de 2023.
| Año       | Categoría | Apariciones | Goles |
| --------- | --------- | ----------- | ----- |
| 2017–2018 | Sub-17    | 13          | 1     |
| 2019      | Sub-18    | 2           | 0     |
| 2019      | Sub-19    | 8           | 2     |
| 2021–2022 | Sub-23    | 4           | 0     |
| 2023–     | Absoluta  | 9           | 0     |

Partidos internacionales y goles de selecciones nacionales, actualizados al 22 de septiembre de 2023.